# بهترین سال‌های یک زندگی
بهترین سالهای یک زندگی (فرانسوی: Les plus belles années d'une vie‎) فیلمی در ژانر درام به کارگردانی کلود لولوش محصول کشور فرانسه در سال ۲۰۱۹ می‌باشد. این فیلم ادامه فیلم یک مرد و یک زن همین کارگردان است که در سال ۱۹۶۶ برنده نخل طلا جشنواره کن شد. این فیلم در خارج از رقابت هفتاد و دومین جشنواره کن به نمایش درآمد.

## بازیگران
- ژان-لویی ترنتینیان در نقش ژان-لویی دوغوک
- آنوک امه در نقش ان گوتیه
- سوآد آمیدو در نقش فرانسوا گوتیه
- آنتوان سیر در نقش آنتوان دوغوک
- ماریان دنیکو در نقش مدیر
- مونیکا بلوچی در نقش النا